# Johann Heinrich Michaelis

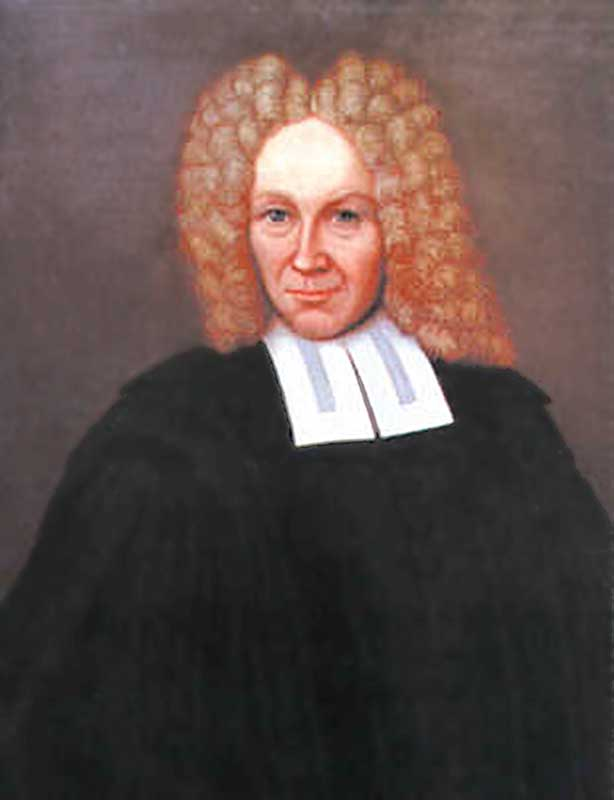
Johann Heinrich Michaelis

Johann Heinrich Michaelis (* 26. Juli 1668 in Klettenberg; † 10. März 1738 in Halle (Saale)) war ein deutscher evangelischer Theologe und orientalischer Philologe.

## Leben
Johann Heinrich wurde als Sohn des aus Ellrich stammenden Johann Valentin Michaelis (1633–1711) und  dessen Frau Sophia (geb. Schmidt) (1634–1712) geboren. In der ehemaligen Residenz der Grafen von Hohenstein hatte sein Vater ein adliges Gut als Pächter verwaltet. Die Mutter legte Wert darauf, ihrem Sohn schon bald das Lesen beizubringen. Da im Ort keine Schule bestand, erhielt er von Anbeginn Unterricht bei Privatlehrern. Als er das elfte Lebensjahr erreicht hatte, zogen seine Eltern nach Ellrich, wo er fortan die Schule besuchte. Jedoch brachte ihn diese Ausbildungszeit nicht sonderlich voran.
Michaelis fand in dem Ortspfarrer M. Thomas Damius (auch Damen) eine Person, der ihn die Notwendigkeit einer guten Ausbildung vor Augen führte. Michaelis wäre gern an die Schule in Nordhausen gewechselt, jedoch hatte dort die Pest die Schule ihres Lehrkörpers beraubt. Daher sollte er 1683 in Braunschweig eine Kaufmannslehre absolvieren. Jedoch verspürte er wenig Lust auf eine solche Ausbildung, so dass sein Ausbilder ihn, eher unfreiwillig, nach einigen Monaten entließ.
Er fand an der Braunschweiger Martinschule die Möglichkeit, sich weiterzubilden, und wurde durch den dortigen Rektor Möhring gefördert. Dieser vertraute ihm einige Kinder zur Unterrichtung an. Bald aber erkrankte Michaelis und begab sich zur Genesung in sein Elternhaus. Erholt von der Krankheit, ging er 1685 auf die wiederhergestellte Schule in Nordhausen. Hier hatte er sich unter dem Rektor Konrad Dunkelberg (1640–1708) und dem Konrektor Johann Christian Buhl (1653–1706) nach drei Jahren das Rüstzeug erworben, eine Hochschule besuchen zu können. Er entschied sich, im April 1688 an die Universität Leipzig zu gehen. Hier beschäftigte er sich bei Johann Ernst Müller und dem jüdischen Lehrer Albert Christian mit der orientalischen Philologie.
Daneben besuchte er die theologischen Vorlesungen von Gottlob Friedrich Seligmann, Johann Olearius (1639–1713), Johann Benedict Carpzov II., Tilemann Andreas Rivinus (1654–1692), Thomas Ittig (1643–1710) und Adam Rechenberg (1642–1721). Zur Finanzierung des Studiums übernahm Michaelis eine Stelle als Privatlehrer und beaufsichtigte die Herausgabe des Hebräisch-Chaldäischen Lexikons des Heinrich Opitz. Nach vier Jahren in Leipzig ging er nach Halle, wo er Vorlesungen über Hebräisch hielt und in das theologische Seminar aufgenommen wurde. Nach einem kurzen Aufenthalt ab Herbst 1693 bei seinen Eltern als Unterweiser seines Bruders kehrte er 1694 mit diesem zurück an die neu gegründete Universität Halle. Er hielt abermals Vorlesungen in den orientalischen Sprachen und erwarb sich dabei hohe Anerkennung.
Nachdem er mit der Dissertation  Conamina brevioris manductionis ad doctrinam  erfolgreich disputiert hatte, verlieh man ihm den akademischen Grad eines Magisters der Philosophie. 1696 erlangte er mit der Dissertation  pro Loco Epicrisin Philologicam de Rev. Michaelis Beckii Ulmensis, Disquisitionibus Philologicis  den Magister Legens und damit die Erlaubnis, an Hochschulen zu lehren. Dennoch fand seine Wissbegierde keine Grenzen. So besuchte er die Vorlesungen von Johann Wilhelm Baier 1647–1695 und Paul Anton (1661–1730) in Polemik. 1697 lernte er den durch Halle reisenden Hiob Ludolf kennen, der ihn für ein Studium der amharischen Sprache an der Universität Frankfurt (Oder) begeisterte, wohin er dann im April 1698 zog.
Nachdem August Hermann Francke Professor der Theologie geworden war, bot man Michaelis 1699 dessen vakant gewordene Professur der griechischen und morgenländischen Sprachen an der Universität Halle an. In Halle erwarb er sich in jener Position manchen Ruhm, 1707 nach dem Tod von Christoph Cellarius wurde ihm die Aufsicht über die Universitätsbibliothek übertragen. Da Joachim Justus Breithaupt 1709 als Abt des Klosters Berge bei Magdeburg aus der theologischen Fakultät der Universität Halle ausgeschieden war, wurde Michaelis ordentlicher Professor der Theologie. Durch sein Engagement im Hochschulbetrieb, hatte sich sein Gesundheitszustand verschlechtert. So legte er 1713 sein Amt nieder, um sich bei einer Kur in Berlin zu erholen. Dort fand er Aufnahme beim Freiherrn Karl Hildebrand von Canstein (1667–1719) und kehrte mit wiederhergestellten Kräften nach Halle zurück.
Am 27. Oktober 1717 promovierte Michalis zum Doktor der Theologie. In der Hierarchie der theologischen Fakultät stieg er durch die Abgänge der anderen Professoren 1732 zum Senior der theologischen Fakultät der Hallenser Alma Mater auf, wurde damit verbunden Direktor des theologischen Seminars und Ephorus der königlichen Freitische. Als der akademische Leiter der Hallenser Hochschule war Michaelis 1712, 1723 und 1733 Prorektor der Hallenser Alma Mater. Ebenso hatte Michaelis die Führung des Theologischen Kollegiums der orientalischen Sprachen (Collegium Orientale Theologicum) übernommen. Dieses war auf Anregung von Francke 1702 gegründet worden. Das Ziel dieses Kollegiums war die Herausgabe einer hebräischen Bibel. Die 1720 erschienene Biblia hebraica ex aliquot manuscriptis … ist sein Hauptwerk, an dem er Tag und Nacht gearbeitet hat.
Johann Heinrich Michaelis wurde auf dem halleschen Stadtgottesacker bestattet. Sein Grab befindet sich im Gruftbogen 92, Grabinschriften sind nicht mehr erhalten.

## Familie
Michaelis hatte 1694 seinen Neffen Christian Benedikt Michaelis zu sich genommen, um ihn zu unterrichten. Von diesem stammen eine Reihe von Gelehrten und Ärzten ab.
Johann Heinrich Michaelis war zwei Mal verheiratet. 1706 ehelichte er Elenore († 1711), die Witwe des Diacons in Sorau Georg Bose, die Tochter des Gerichtsschultzen in Sorau Severin Kupitz. Aus dieser Ehe gingen zwei Kinder hervor, die aber früh verstarben. Nach dem Tod seiner ersten Frau heiratete Michaelis 1715 Dorothea Rosine (1692–1736), Tochter des Juristen in Dolkau M. Georg Henning. Aus dieser Ehe stammt eine Tochter, die nur drei Jahre alt wurde. Sein Sohn Justus Konrad Michaelis (1716–1772) wurde preußischer Hofrat und Ratsmann in Halle. Sein Enkel, der Sohn des zuvor genannten, Wilhelm Michaelis (1742–1819) wurde 1787 in den preußischen Adelsstand gehoben und somit Stifter des bis 1945 zu Quatzow begüterten pommerschen Adelsgeschlechts Michaelis.

## Veröffentlichungen (Auswahl)
- Erleichterte Hebräische Grammatica Oder Richtige Anführung zur Hebräischen Sprache, Worinnen sowol die allgemeine Grund-Regeln, Paradigmata und Syntaxis, als auch viel besondere Anmerckungen; Imgleichen die IV. ersten Capitel des I. B. Mosis. Zeitler, Halle 1702. (Digitalisat)
- Erleichterte chaldäische Grammatica, oder richtige Anführung zur chaldäischen Sprache: Auf Begehren für die Anfänger Teutsch herausgegeben. Fritsch, Halle 1738. (Digitalisat)
- Brevioris Methodi & Manuductionis ad solidam De Accentibus Seu Distinctionibus Hebraeorum Prosaicis doctrinam Conamina. Salfeld, Halle 1694. (Digitalisat)
- Diss. de Accentibus seu interstinctionibus Hebraeorum metricis. Erschien auch unter dem deutschen Titel: Gründlicher Unterricht von den Accentibus prosaicis und metricis. 1696, 1700
- Epicrisis Philologica de plur. Rev. Atque Clar. Viri M. Michaelis Beckii, VI. Mensis Disquisitionibus LVII. Dictorum Pentat. Cum respons. Ad exam. XIV. Dictorum Genes. Halle 1696, 1697
- Diss. De Angelo Deo. 1701
- Nova Versio Latina Psalterii Aethiopici cum notis Philologicis. 1701
- Plaudii Confessi fidei Joby Ludolfi Versione Latina, notis & praefatione. Halle 1702
- De Peculiaribus Hebraeorum Loquendi Modis Diatribe Philologica. Waisenhaus, Halle 1702. (Digitalisat)
- Dissertationem Philologicam De Historia Lingvae Arabicae. Henckel, Halle 1706. (Digitalisat)
- Diss. De Textu N.T. Greco. Halle 1706
- de Jesaia propheta ejusque vaticinio. Halle 1712
- Diss. De Rege Ezechia, Ecclesiae Israeliticae, sive Judaice, Reformatore. 1717
- Christliches Denckmahl, Welches Seinem Seligem und Geliebtestem Bruder, Herrn Philippo Michaelis, Weyland Treu-verdientem Evangel. Prediger erstlich in Archangel u. letzlich in Potsdam, Wie auch dessen Seligen Frau Ehe-Liebsten, Frauen Christin. Agnes, gebohrnen Wildingin, Durch Edirung Einer am 14. Aug. 1718 allhier von dem Seligen gehaltenen Gast-Predigt, und der bey ihrer beyder Beerdigung gehaltenen Trauer-Reden, nebst ausführlichem Lebens-Lauffe, wie auch einiger von guten Freunden eingesendeten Trauer-Gedichte aufrichten wollen. Halle 1720.
- Biblia Hebraica. Halle 1720
- Uberiorum Annotationum in Hagiographos Volumina tria. Halle 1720
- Sonderbarer Lebenslauf Herrn Peter Heylings, und dessen Reise nach Ethopien, nebst zugänglichen Berichte von der im selbigen Reiche zu Anfang des XVII Saeculi entstandenen Religions-Unruhe. Halle 1724
- Diss. de Christo, Petra ac fundamento ecclesiae, ex Math. XVI. 18. 1726
- Diss. de Nexu officorum hominis Cristiani in vero Dei culto. 1728
- Diss. De cognostendi Theologiae revelatae principioDissertatio theologica de cognoscendi theologiae revelatae principio. Henckel, Halle 1732. (Digitalisat)
- de Codicibus M SS. Biblico Ebraicis maxime Erfurtensibus. 1706
- de Angelo interpretate ad vindic. Job. XXXIII. 23. 1707
- de usu LXX. Interpretum in N.T. 1709
- Dissertatio de Targumim, seu versionum ac paraphrasium V.T. Chaldaicarum usu insigni antijudaico in doctrina de persona Christi. Halle 1735.
- Dissertatio Philologico-Theologica, De Libro Coheleth, Sive Ecclesiaste Salomonis. Henckel, Halle 1716. (Digitalisat)
- Gründlicher Unterricht Von den Accentibus Prosaicis u. Metricis, Oder Hebräischen Distinctionibus der Heil. Schrift A. T. Waisenhaus, Halle 1730. (Digitalisat)
- Dissertatio Philologico-Theologica De Cantico Canticorvm Salomonis. Zeitler, Halle 1716. (Digitalisat)
- Introductio historico teologica in S. Jacobi minoris epistolam catholicam. Henkel, Halle 1722. (Digitalisat)
- De vera gratia Jesu Christi, qua proprie Christiani fumus & salvamur. Henckel, Halle 1723.